# Mad Clown
Dans ce nom coréen, le nom de famille, Jo, précède le nom personnel.
Jo Dongrim (coréen: 조동림), mieux connu sous le nom de scène Mad Clown (coréen: 매드클라운, né le 25 mars 1985) est un rappeur américano-coréen. Il est signé sous Starship Entertainment.

## Discographie

### Albums
| Détails de l'album                                                     | Liste des titres |
| ---------------------------------------------------------------------- | --- |
| Luv Sickness - Album - 22 octobre 2008 - Label : Soul Company          | 1. Luv Sickness (Feat. Junggigo) 2. Strike The Gold (Feat. The Quiett) 3. Flowdown (Feat. HwaNa & Tak of Baechigi) 4. Mad Clown (Rugged Mix) 5. Luv Sickness (Inst.) 6. Flowdown (Inst.)                                                                              |
| Anything Goes - EP - 4 novembre 2011 - Label : CJ E&M                  | 1. Get Busy 2. Luv Sickness Part.2 (Feat. The Quiett) 3. In Vino Veritas (Feat. Celma) 4. Genius Efforts (Feat. Jerry.K) 5. Stars (Feat. Crucial Star) 6. Loneliness, In The Palm Of My Hand 7. On A Starry Night(Feat. 강선아) 8. Tic Toc 9. Basil (Feat. BrotherSu) |
| Fierce - Album - 4 avril 2014 - Label : Starship X Entertainment       | 1. Without You (Feat. Hyorin de Sistar) 2. Stalker (Feat. Crucial Star) 3. 깽값 (Feat. Joo Heon) 4. Smell (Feat. BrotherSu) 5. Gum (Feat. Hwana, Oh Ji Eun) |
| Piece of Mine - EP - 9 janvier 2015 - Label : Starship X Entertainment | 1. Fire (Feat. Jinsil Of Mad Soul Child) 2. Coffee Copy Girl 3. Hide and Seek (Feat. Joo Young) 4. Flowers (Feat. Justhis) 5. Population Control (Feat. Paloalto, Justhis, G2) 6. Battle Cry (Bonus Track)                                                            |

### Singles
| Année | Titre                                                                | Meilleures positions | Meilleures positions | Ventes                 | Album                   |
| Année | Titre                                                                | COR                  | Hot 100 K-Pop        | Ventes                 | Album                   |
| ----- | -------------------------------------------------------------------- | -------------------- | -------------------- | ---------------------- | ----------------------- |
| 2013  | "Stupid in Love" (avec Soyou)                                        | 1                    | 1                    | COR: Plus de 1 159 949 | Stupid In Love (single) |
| 2014  | "Without You" (featuring Hyorin)                                     | 3                    | 5                    | COR: Plus de 967 646   | Fierce                  |
| 2014  | "Gravity" (avec Swings et Giriboy)                                   | 31                   | *                    |                        | Mood Swings II Part 2   |
| 2014  | "Chocolate Cherry Night" (avec Yozoh)                                | 45                   | *                    |                        | High School Love OST    |
| 2014  | "Love Is You" (avec K.Will, Sistar, Junggigo, Boyfriend et Jooyoung) | 10                   | *                    |                        |                         |
| 2015  | "Fire" (featuring Jinsil de Mad Soul Child)                          | 1                    | *                    | COR: Plus de 950 469   | Piece of Mine           |
| 2015  | "Hide and Seek" (featuring Jooyoung)                                 | 10                   | *                    |                        | Piece of Mine           |
| 2015  | "Battle Cry (Bonus Track)"                                           | 35                   | *                    |                        | Piece of Mine           |
| 2015  | "Coffee Copy Girl”                                                   | 59                   | *                    |                        | Piece of Mine           |
| 2015  | "Flowers” (featuring Justhis)                                        | 74                   | *                    |                        | Piece of Mine           |
| 2015  | "Two Lovers" (avec Davichi)                                          | 2                    | *                    | COR: Plus de 830 875   | Two Lovers (single)     |
| 2015  | "Get Low" (avec Jooheon de Monsta X)                                 | 65                   | *                    |                        | Get Low (single)        |

## Filmographie

### Shows TV
| Année | Titre                     | Chaîne      | Notes                     |
| ----- | ------------------------- | ----------- | ------------------------- |
| 2013  | Show Me The Money         | Mnet        | Concurrent de la Saison 2 |
| 2014  | After School Club         | Arirang TV  | Ép 69                     |
| 2015  | Weekly Idol               | MBC Every 1 | Ép 182                    |
| 2015  | You Hee-yeol's Sketchbook | KBS2        | Invité avec Soyou         |

## Récompenses et nominations

### Mnet Asian Music Awards
| Année | Travail nommé | Titre                | Résultat   | Réf.  |
| ----- | ------------- | -------------------- | ---------- | ----- |
| 2014  | Without You   | Best Rap Performance | Nomination | [ 4 ] |
| 2014  | Without You   | Song of the Year     | Nomination | [ 4 ] |

### Gaon Chart K-Pop Awards
| Année | Travail nommé              | Titre                     | Résultat | Réf.  |
| ----- | -------------------------- | ------------------------- | -------- | ----- |
| 2013  | Stupid In Love Feat. Soyou | Artist of the Year (Song) | Lauréat  | [ 5 ] |
| 2015  | Fire Feat. Jinsil          | Artist of the Year (Song) | Lauréat  |       |